# Lanterne rouge

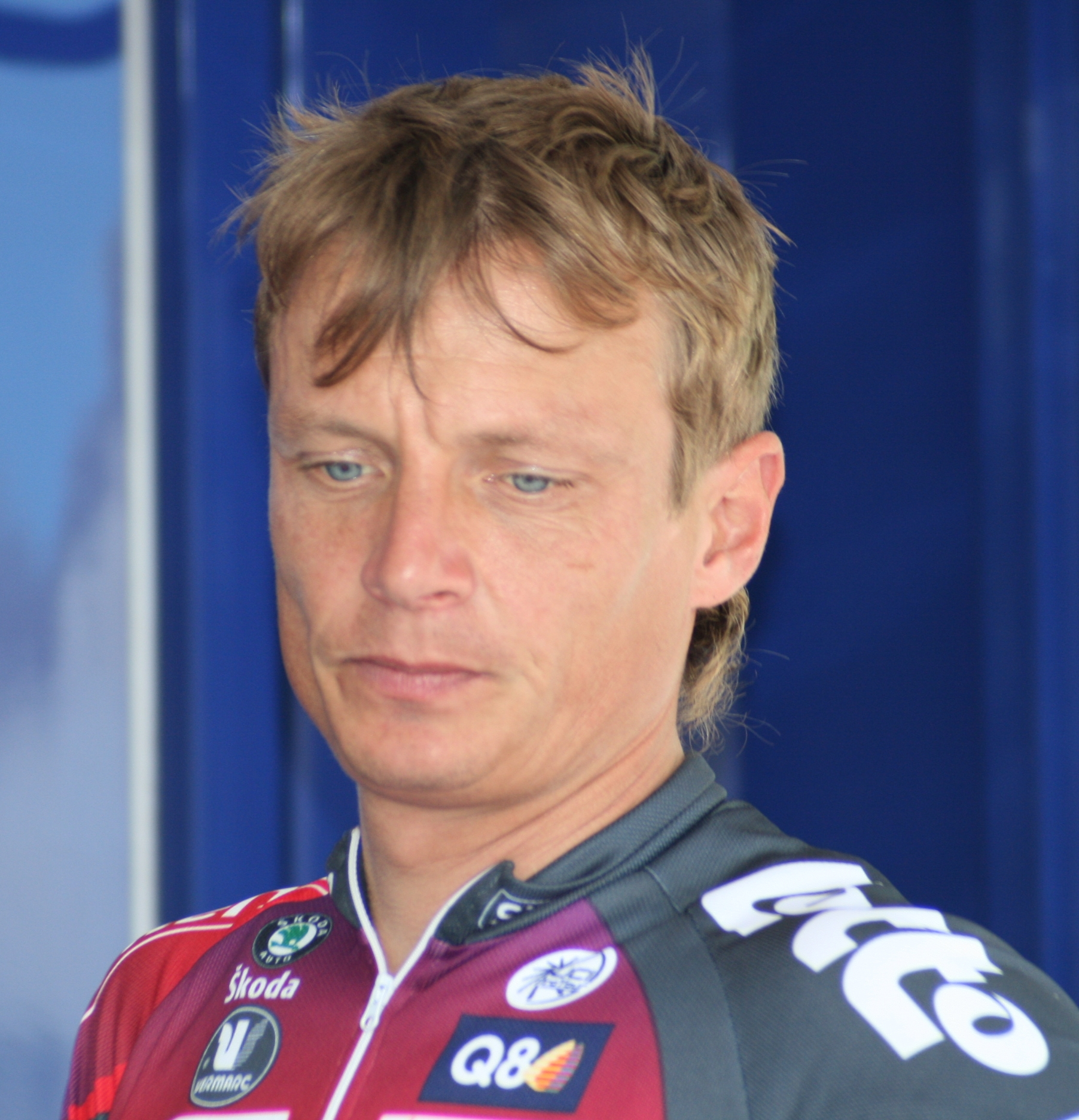
Wim Vansevenant, détenteur du record du nombre de lanternes rouges.

L'expression lanterne rouge désigne le dernier d'une course sportive et, de manière générale, de toute compétition ou classement. Ce terme est notamment utilisé en cyclisme, particulièrement pour le Tour de France.

## Origine de l'expression
Cette expression est une référence au feu rouge porté par le dernier véhicule d'un convoi ferroviaire. Cette pratique est directement issue de la Chine antique (350 av. J.-C.), où elle désignait les derniers soldats entrant dans une ville assiégée.

## Tour de France cycliste

### Historique

#### Analyse
Au sein du Tour de France cycliste, ce « trophée », aussi virtuel que symbolique, était jadis recherché car il permettait à son « vainqueur » d’obtenir de meilleures primes à l’occasion des critériums d’après-Tour. La tradition voulait également que le dernier fasse l'ultime étape avec une lanterne, et un tour d'honneur à l'arrivée. Celle-ci est cependant de plus en plus rare.
La lutte de certains coureurs pour être lanterne rouge n’a pourtant pas toujours été du goût des organisateurs du Tour de France. Ainsi en 1939, pour la première fois, la lanterne rouge du classement général est éliminée à l’issue de certaines étapes. En 1939, cette élimination survient à l’issue de chaque étape de la 2e étape à la 7e étape. Il était prévu une telle élimination également aux étapes suivantes jusqu’à la 14e étape incluse mais à l’issue de la 8e étape, la lanterne rouge est repêchée en raison d’une chute, puis ce point de règlement est retiré devant la protestation des coureurs. Ce principe est néanmoins repris en 1948 de la 3e étape à la 18e étape. Enfin, ce règlement est testé une troisième et dernière fois lors du Tour 1980, après chaque étape de la 14e à la 19e étape (sauf après la 18e étape, en raison d’un repêchage à cause d’une chute), le coureur occupant la dernière place du classement est ainsi éliminé. En 1980, cela n’empêche pas le coureur autrichien Gerhard Schönbacher de terminer une seconde fois consécutive à la dernière place du classement général final (ce qui n’est, de plus, que la deuxième fois que cela arrive). Le public accueillant mal cette pratique, elle est abandonnée.
La dernière place d'un coureur peut être due aux mauvaises conditions physiques, au retard accumulé lors de certaines étapes mais également à cause de l'abandon, voire l'exclusion, de certains compétiteurs. Toutefois, cette dernière place reste recherchée par certains pour l'intérêt médiatique qu'elle suscite. Philippe Gaumont, lanterne rouge du Tour de France 1997, décrit ainsi son expérience : « Pour que je me retrouve en queue de classement, dans la position médiatique du « pauvre malheureux qui va au bout malgré tout », Guimard m'avait demandé de me laisser décrocher, en simulant une maladie. Pour être dernier, il fallait que je perde une bonne vingtaine de minutes. [...] Sur mon vélo, je faisais semblant d'être plié en deux, je jouais mon rôle pour les spectateurs et, à l'arrivée, il y avait quelques journalistes autour du camping-car de l'équipe Cofidis. Ils étaient venus pour moi, j'avais rempli ma mission. »
Le Belge Wim Vansevenant détient le record du nombre de places de « lanterne rouge » obtenues dans le Tour de France, en ayant terminé 3 fois (et de façon consécutive) à la dernière place en 2006, 2007 et de 2008. Il confirme l'attrait de la dernière place : « Quand tu es dernier, ça te fait beaucoup de publicité. Les gens qui regardent les classements dans les journaux regardent quoi ? Les premiers et le dernier. Du coup, on s'en souvient ! [...] J'étais là pour boucher les trous. Une fois que j'avais fait ma part du boulot, aidé mes coéquipiers, je relâchais afin de récupérer un peu pour le lendemain. » Bernard Thévenet se souvient que « lors du Tour de France 1973, Jacques-André Hochart et Jean-Claude Blocher, tous deux dans l'équipe De Kova-Lejeune, s'étaient disputé la place de lanterne rouge. » De même, lors du Tour de France 1979, Philippe Tesnière (lanterne rouge en 1978) est "en compétition" pour la dernière place avec Gerhard Schönbacher. Ce dernier sera effectivement lanterne rouge de cette édition.
Le 18 juillet 1969, alors 86e et lanterne rouge de la compétition, Pierre Matignon remporte la 20e étape, au puy de Dôme après avoir résisté au retour du maillot jaune Eddy Merckx. À la fin du Tour, c'est finalement André Wilhelm qui termine dernier de l'épreuve. En juillet 2019, 50 ans après sa dernière place lors de son unique Tour de France en 1969, André Wilhelm explique que c'est son « directeur sportif qui lui a demandé de terminer lanterne rouge » après avoir crevé lors de la 4e étape. Il affirme qu'il « regrette de l'avoir écouté ». Wilhelm était lui aussi en compétition avec un autre coureur, Pierre Matignon, pour la dernière place et confie qu'il « s'est caché dans un champ de maïs » pour « perdre du temps ».
Tous les coureurs et dirigeants d'équipes ne partagent pas cet intérêt pour la lanterne rouge. Par exemple, en 2010, le manager de l'équipe FDJ Marc Madiot s'exclame ainsi, lorsque Anthony Roux, l'un de ses coureurs, occupe la dernière place : « Dernier du Tour de France, c’est une honte ! Je n'aime pas les lanternes rouges ! » Cette dernière place fait « un peu rigoler » le coureur qui dispute alors son premier Tour de France. Finalement, cette même année c'est Adriano Malori, de la Lampre-Farnese Vini qui termine bon dernier.

#### Faits notables
Arsène Millocheau est le vainqueur de la lanterne rouge du premier Tour de France en 1903 terminant à plus de 60 heures du vainqueur Maurice Garin.
En 1919, Jules Nempon termine dernier des 10 coureurs classés à la fin de l’épreuve. Il reçoit une lanterne rouge pour poser devant les photographes.
Marcel Ilpide n'a pas « réussi » la première fois, en arrivant avant-dernier en 1929 mais « décroche » la lanterne rouge en 1930.

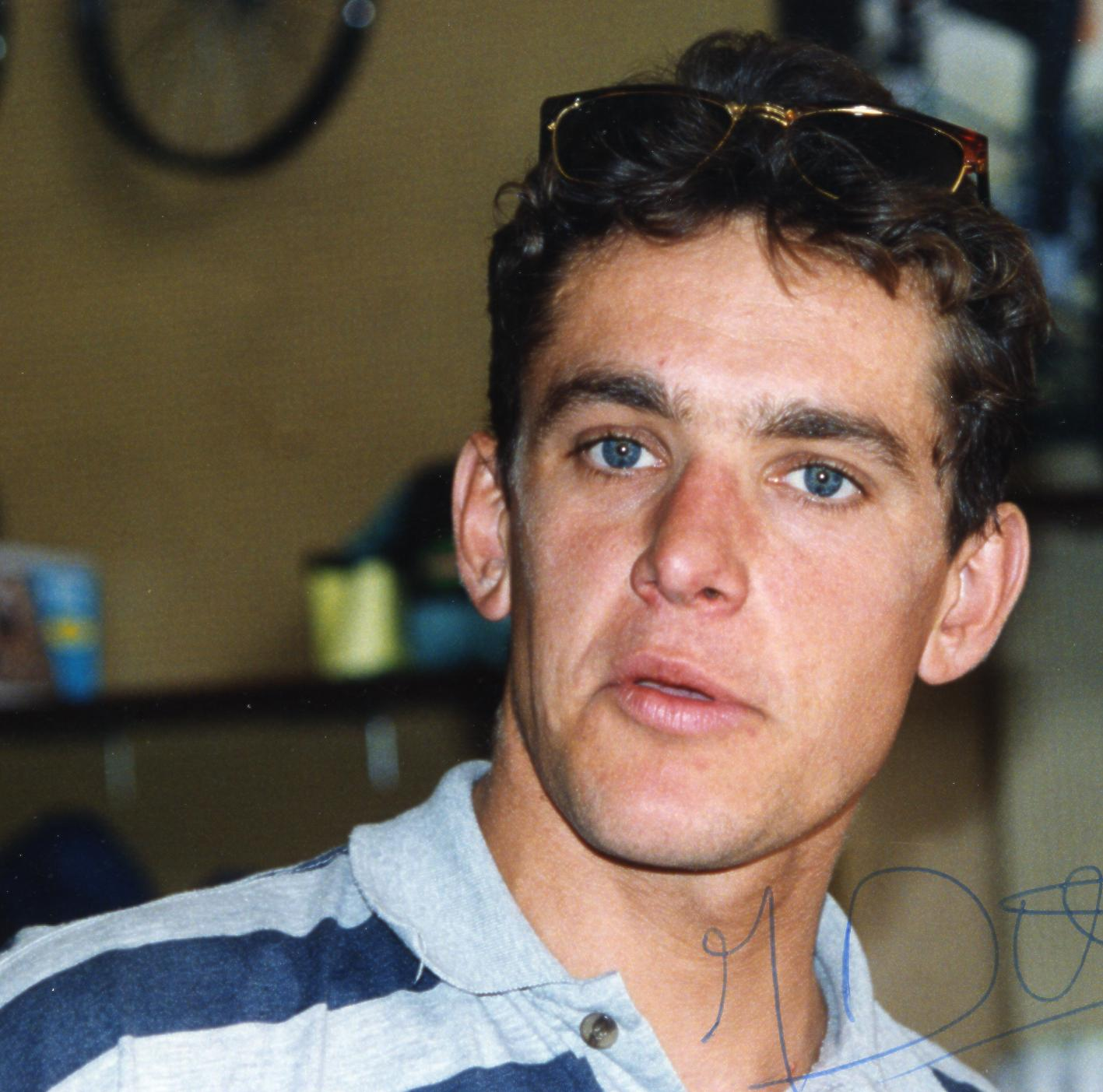
Jacky Durand est un cas unique : lors du Tour de France 1999, il est à la fois lanterne rouge et super-combatif.

En 1999, le dernier du classement général, le Français Jacky Durand, obtient pour la deuxième année consécutive le Prix de la combativité.
En 2002, l'Espagnol Igor Flores termine à la dernière place lors de son seul et unique Tour de France. Son contrat au sein de l'équipe Euskaltel n'est pas renouvelé à la fin de la saison et il décide d'arrêter sa carrière à 29 ans, faute d'avoir trouvé un nouvel employeur. Trois ans plus tard, en juillet 2005 son frère Iker est, à son tour, lanterne rouge, au sein de la même équipe.
En 2018, l'américain Lawson Craddock chute lors de la première étape et se relève avec une omoplate fêlée et l'arcade sourcilière explosée. Il tient tout de même à continuer la compétition et lance une cagnotte, qui augmente à chaque étape terminée, pour aider à la rénovation d'un vélodrome au Texas où il a débuté. Il est le premier coureur de l'histoire à être dernier du classement de bout en bout du Tour de France[réf. nécessaire].
Ayant été l'un des plus grands compétiteurs du cyclisme mondial et été considéré comme l'un des meilleurs sprinteurs, le Britannique Mark Cavendish termine l’épreuve à la dernière place en 2024. Lors de cette édition du Tour, il remporte pourtant une étape et bat le record de victoires d'étapes total d'Eddy Merckx (35). Il termine dernier le jour de l'arrivée du Tour, un contre-la-montre individuel entre Monaco et Nice, et non une arrivée sur les Champs-Élysées (en raison de l'organisation des Jeux olympiques de Paris 2024).
Cavendish est par ailleurs l'un des quatre coureurs lanterne rouge qui a remporté une étape sur les Champs-Élysées lors d'une autre édition du Tour de France. Il remporte quatre fois (et ce de façon consécutive) l'étape des Champs-Élysées, de 2009 à 2012 (détenant le record de victoire également dans cette étape). Les trois autres coureurs ayant remporté la dernière étape sur les Champs-Élysées et qui ont été lanterne rouge lors d'une autre édition du Tour de France sont :
- Le Suisse Gilbert Glaus, vainqueur de cette étape en 1983, sera, un an plus tard, lanterne rouge du Tour 1984.
- L'Irlandais Sam Bennett a terminé dernier du Tour 2016. Quatre en plus tard, en 2020, il remporte l'étape des Champs-Élysées tout en portant le maillot vert.
- L'Australien Caleb Ewan : trois ans après sa victoire sur les Champs-Élysées en 2019, il est dernier du classement général du Tour 2022.

### Les lanternes rouge du Tour de France
- 1903 :  Arsène Millocheau
- 1904 :  Antoine Deflotrière
- 1905 :  Clovis Lacroix
- 1906 :  Georges Bronchard
- 1907 :  Albert Chartier
- 1908 :  Henri Anthoine
- 1909 :  Georges Devilly
- 1910 :  Constant Collet
- 1911 :  Lucien Roquebert
- 1912 :  Maurice Lartigue
- 1913 :  Henri Alavoine
- 1914 :  Henri Leclercq
- 1919 :  Jules Nempon
- 1920 :  Charles Raboisson
- 1921 :  Henri Catelan
- 1922 :  Daniel Masson
- 1923 :  Daniel Masson (2)
- 1924 :  Victor Lafosse
- 1925 :  Fernand Besnier
- 1926 :  André Drobecq
- 1927 :  Jacques Pfister
- 1928 :  Édouard Persin
- 1929 :  André Léger
- 1930 :  Marcel Ilpide
- 1931 :  Richard Lamb
- 1932 :  Rudolf Risch
- 1933 :  Ernest Neuhard
- 1934 :  Antonio Folco
- 1935 :  Willi Kutschbach
- 1936 :  Aldo Bertocco
- 1937 :  Aloyse Klensch
- 1938 :  Janus Hellemons
- 1939 :  Armand Le Moal
- 1947 :  Pietro Tarchini
- 1948 :  Vittorio Seghezzi
- 1949 :  Guido De Santi
- 1950 :  Fritz Zbinden
- 1951 :  Abdel-Kader Zaaf
- 1952 :  Henri Paret
- 1953 :  Claude Rouer
- 1954 :  Marcel Dierkens
- 1955 :  Tony Hoar
- 1956 :  Roger Chaussabel
- 1957 :  Guy Million
- 1958 :  Walter Favre
- 1959 :  Louis Bisilliat
- 1960 :  José Herrero Berrendero
- 1961 :  André Geneste
- 1962 :  Augusto Marcaletti
- 1963 :  Willy Derboven
- 1964 :  Anatole Novak
- 1965 :  Joseph Groussard
- 1966 :  Paolo Manucci
- 1967 :  Jean-Pierre Genet
- 1968 :  John Clarey
- 1969 :  André Wilhelm
- 1970 :  Frits Hoogerheide
- 1971 :  Georges Chappe
- 1972 :  Alain Bellouis
- 1973 :  Jacques-André Hochart
- 1974 :  Lorenzo Alaimo
- 1975 :  Jacques Boulas
- 1976 :  Aad van den Hoek
- 1977 :  Roger Loysch
- 1978 :  Philippe Tesnière
- 1979 :  Gerhard Schönbacher (nl)
- 1980 :  Gerhard Schönbacher (en) (2)
- 1981 :  Faustino Cuelli
- 1982 :  Werner Devos
- 1983 :  Marcel Laurens
- 1984 :  Gilbert Glaus
- 1985 :  Manrico Ronchiato
- 1986 :  Ennio Salvador
- 1987 :  Mathieu Hermans
- 1988 :  Dirk Wayenberg
- 1989 :  Mathieu Hermans
- 1990 :  Rodolfo Massi
- 1991 :  Rob Harmeling
- 1992 :  Fernando Quevedo
- 1993 :  Edwig Van Hooydonck
- 1994 :  John Talen
- 1995 :  Bruno Cornillet
- 1996 :  Jean-Luc Masdupuy
- 1997 :  Philippe Gaumont
- 1998 :  Damien Nazon
- 1999 :  Jacky Durand
- 2000 :  Olivier Perraudeau
- 2001 :  Jimmy Casper
- 2002 :  Igor Flores
- 2003 :  Hans De Clercq
- 2004 :  Jimmy Casper (2)
- 2005 :  Iker Flores
- 2006 :  Wim Vansevenant
- 2007 :  Wim Vansevenant (2)
- 2008 :  Wim Vansevenant (3)
- 2009 :  Yauheni Hutarovich
- 2010 :  Adriano Malori
- 2011 :  Fabio Sabatini
- 2012 :  Jimmy Engoulvent
- 2013 :  Svein Tuft
- 2014 :  Ji Cheng
- 2015 :  Sébastien Chavanel
- 2016 :  Sam Bennett
- 2017 :  Luke Rowe
- 2018 :  Lawson Craddock
- 2019 :  Sebastian Langeveld
- 2020 :  Roger Kluge
- 2021 :  Tim Declercq
- 2022 :  Caleb Ewan
- 2023 :  Michael Mørkøv
- 2024 :  Mark Cavendish
- 2025 :  Simone Consonni